# Czechy Orlańskie (osada leśna)
Czechy Orlańskie – osada leśna w Polsce położona w województwie podlaskim, w powiecie hajnowskim, w gminie Dubicze Cerkiewne.
W latach 1975–1998 miejscowość administracyjnie należała do województwa białostockiego.